# Stand de tir
Pour les articles homonymes, voir Stand (homonymie).
Ne doit pas être confondu avec Champ de tir.

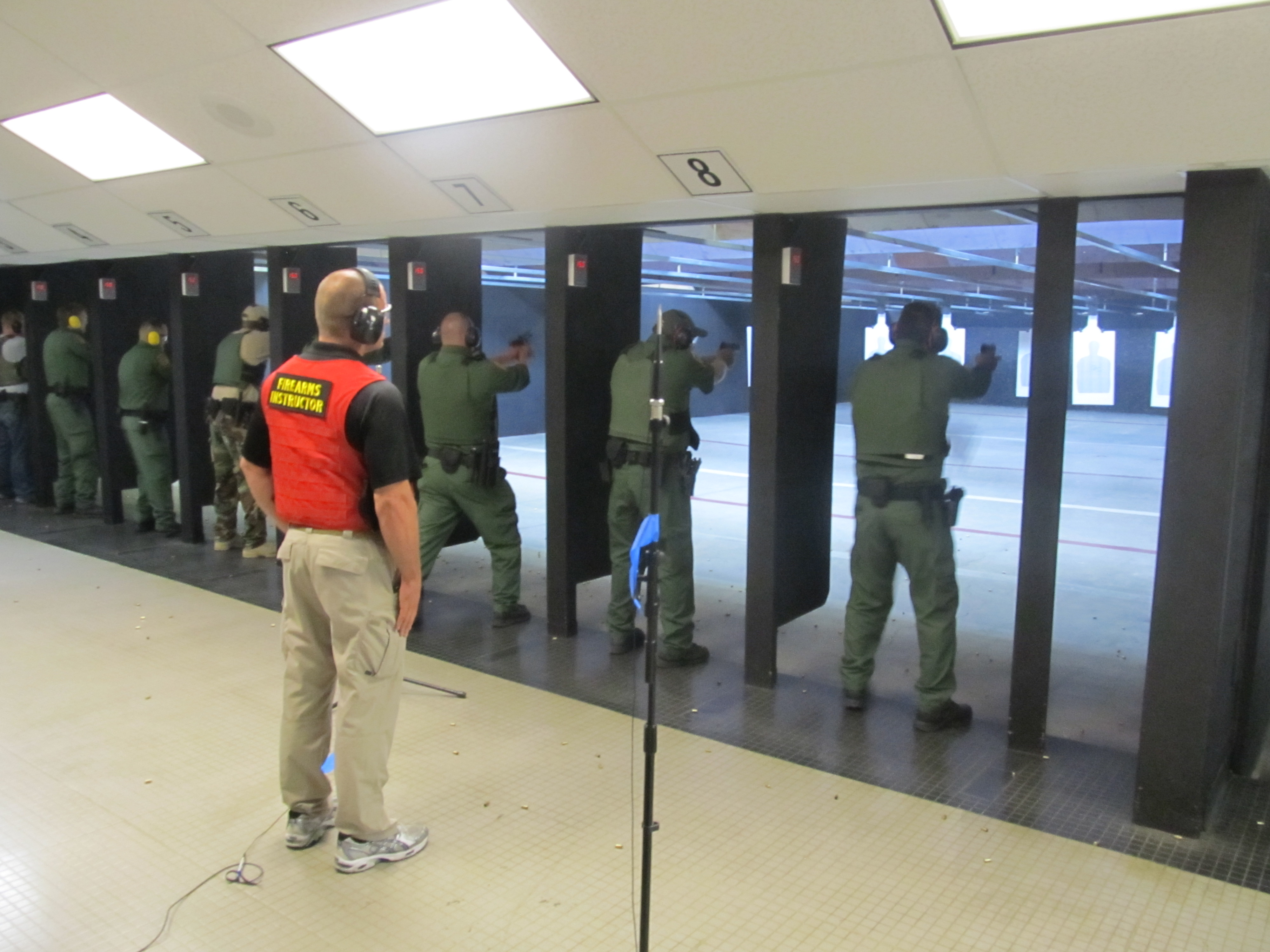
Stand de tir fermé utilisé par les forces de l'ordre fédérales américaines. L'instructeur (range master ou "Range Safety Officer" ou RSO) est ici chargé de superviser l'entrainement ; il est responsable du respect des règles de sécurité et de la législation (à tout moment)

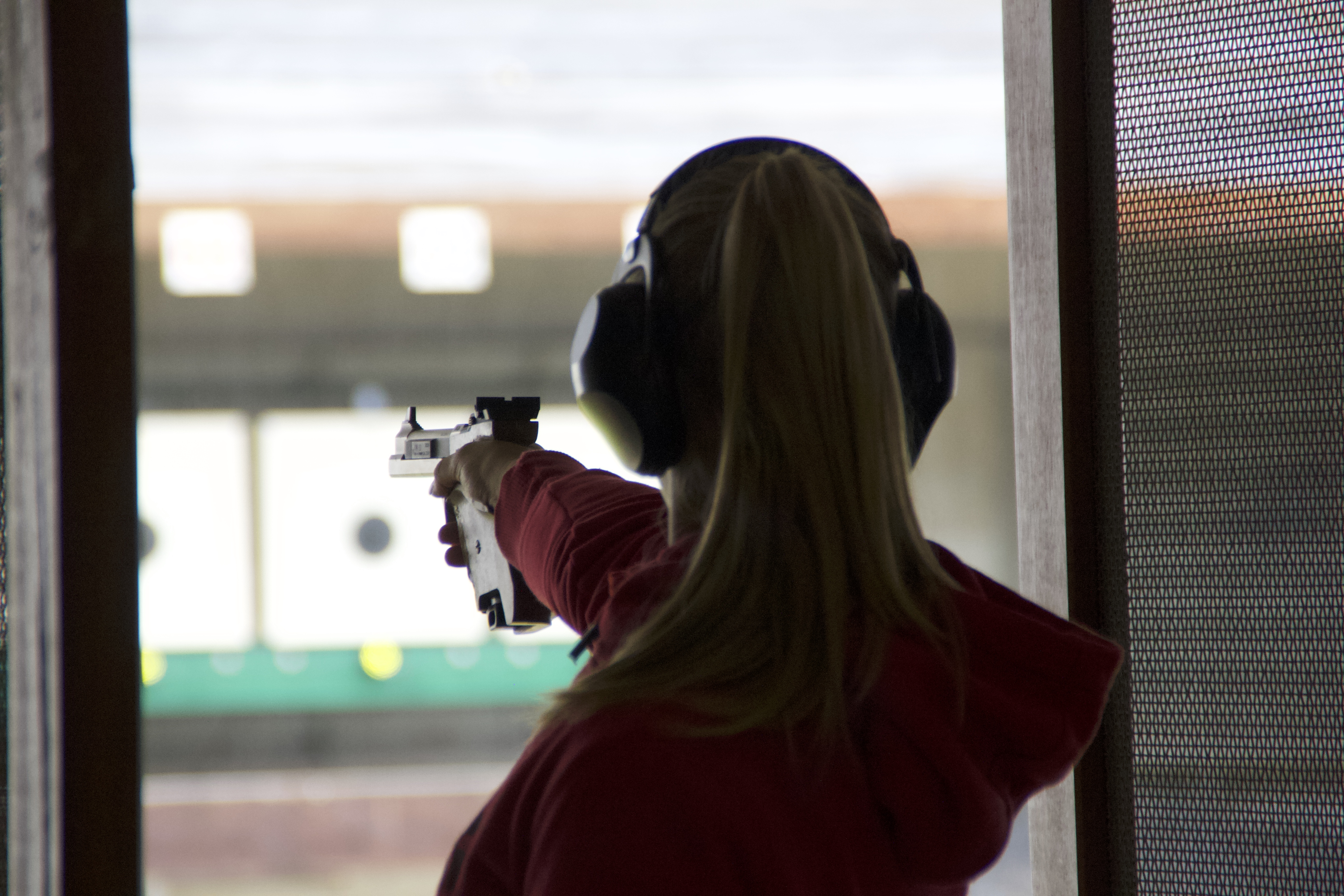
Une femme tire avec un pistolet dans un stand de tir ouvert (Volmerange-les-Mines)

Un stand de tir est un espace aménagé pour tirer en toute sécurité avec une arme à feu ou une arme à air comprimé, généralement sur des cibles fixes (ou parfois tournant sur elles-mêmes ou mobiles verticalement et/ou horizontalement). Il est utilisé pour l'entraînement dans le cas des forces armées et de police, ou pour la pratique du tir de loisir et sportif. 
Les stands de tir peuvent être fermés (c'est généralement le cas dans les villes), couverts semi-ouverts ou de plein air. 

Ils sont parfois limités à un certain type d'arme (par exemple aux seules armes de poing et de petit calibre). Mal conçus, ils peuvent être dangereux pour les pratiquants ou riverains et/ou être sources de pollutions de l'air et des sols (par le plomb notamment, via les munitions et/ou les « fumées de tir »).

## Histoire

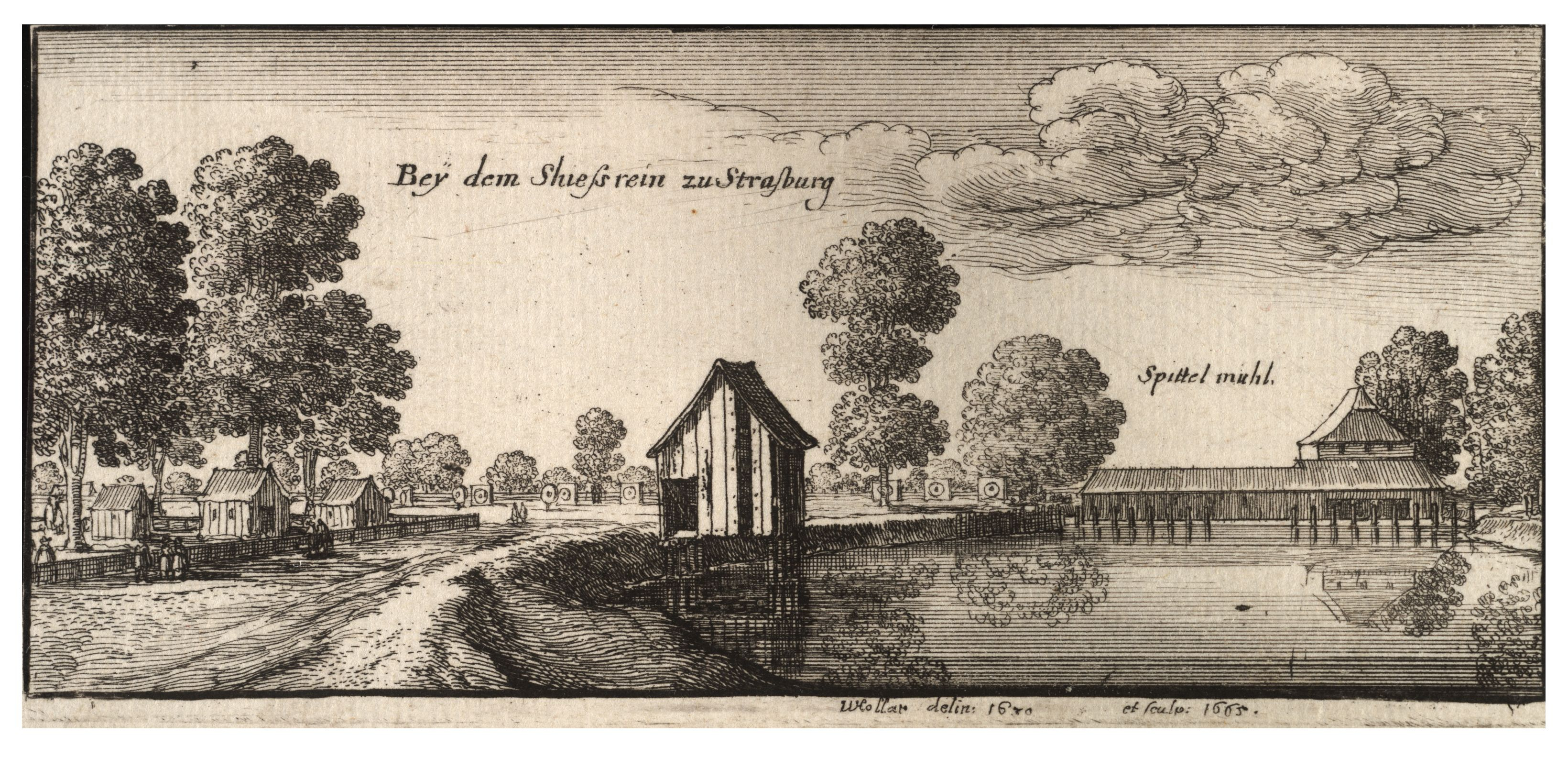
Champ de tir de Strasbourg (gravure ancienne, vers le milieu du XVIIe siècle)

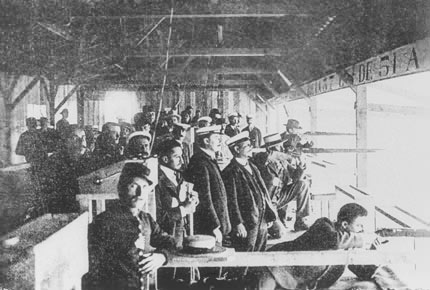
Stand de tir vers 1900 (Jeux olympiques de Paris de 1900)

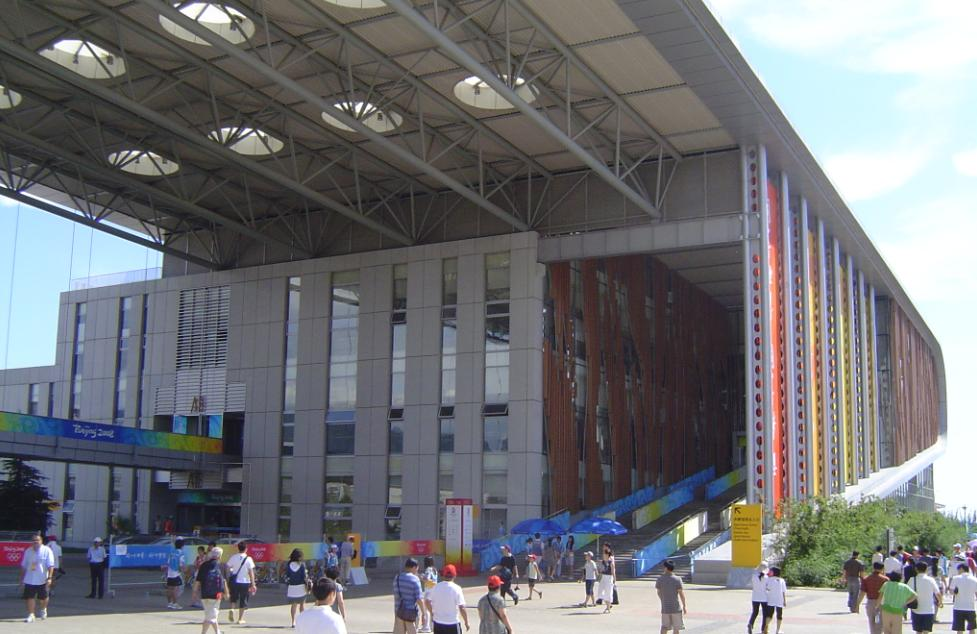
Hall du stand de tir de Pékin (jeux olympiques de 2008)

Historiquement, avant l'invention de l'arme à feu il existait des « stands de tir à l'arc ». Un texte du début du XVe siècle (boniment de jongleur espagnol) relatant un voyage en Andalousie fait état de quarante-quatre stands de tir à l'arc dans la ville de Ceuta (dite la ville des archers). Ces stands furent détruits ou interdits durant l'occupation portugaise à partir de 1415.
Après l'apparition et la diffusion des premières armes à feu, les militaires s'entrainaient souvent sur des cibles placées sur les flancs de « buttes de tir » (où le plomb pouvait être récupéré pour être refondu). 
Certains stands de tir furent aménagés pour les militaires puis dans certains pays et dans « l'entre-deux-guerres », pour préparer les civils à un éventuel second conflit[réf. nécessaire].
Les collectionneurs ou amateurs d'armes à feu disposent aujourd'hui pour leurs loisirs d'armes de calibre de tir de précision, comme le calibre 22LR, imitant des armes de guerre anciennes ou contemporaines, et dont les munitions ont un coût moins élevé.
Les surplus d'armes d'après-guerre ont permis l'émergence de disciplines sportives diverses[réf. nécessaire], peut-être encouragées par des risques de Troisièmes conflits généralisés qui ont été d'actualités durant la guerre froide.

## Grands types de stands de tir

### Stand de tir fermé

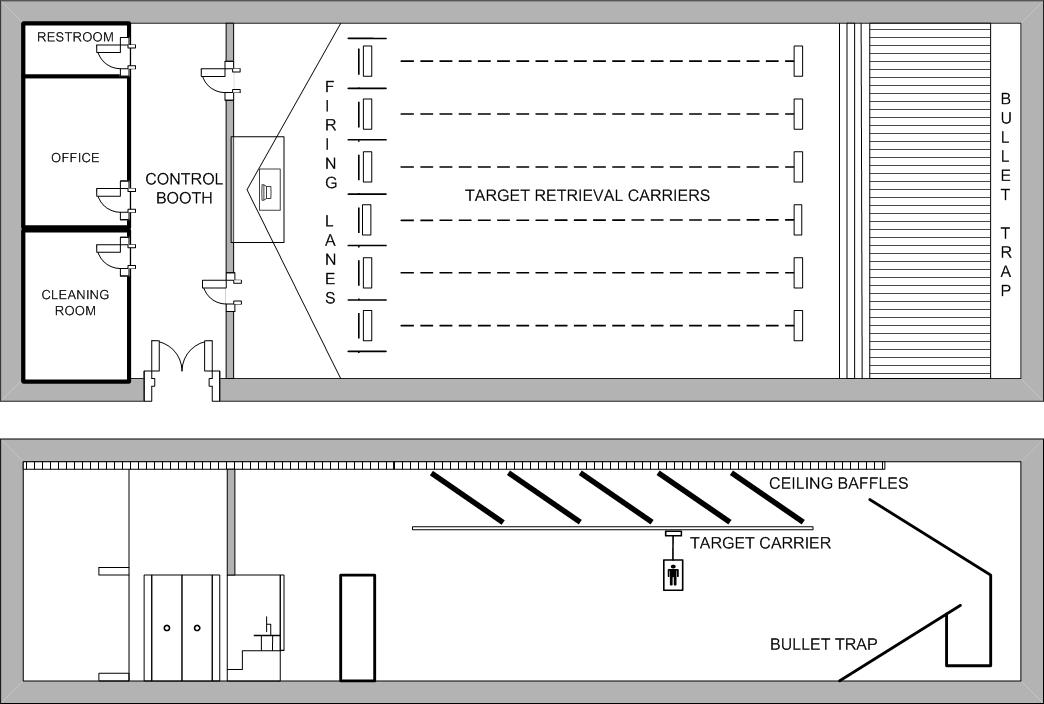
Plan vu de dessus et de profil d'un stand de tir fermé et intérieur typique, montrant les principaux éléments d'un stand. couloirs de tirs, trappe de récupération des balles, bafflage des murs, salle de contrôle et bureaux, salle de nettoyage des armes, et salles d'instruction

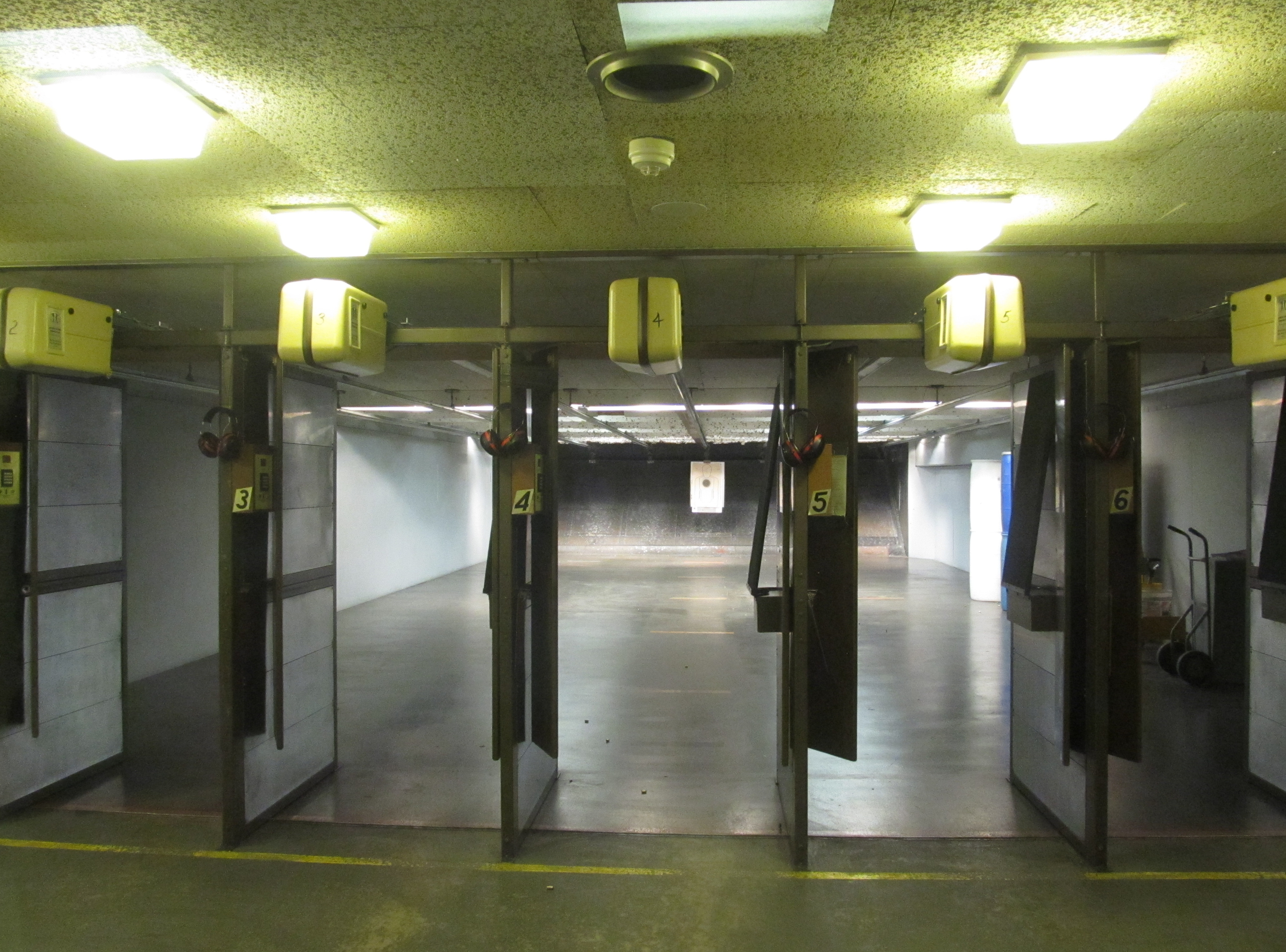
Stand de tir "intérieur", devant être parfaitement ventilé

Il est habituellement conçu et construit comme un lieu autonome, mais est parfois inséré dans un bâtiment plus important, généralement dans le sous-sol. Il est constitué de postes et lignes de tir, de supports de cibles et au fond d'un « piège à balle » permettant de récupérer les métaux pour les recycler. 
Sa conception varie selon l'utilisation prévue (type d'armes et nombre de tireurs). Il doit aussi répondre à des principes et critères de sécurité (protection balistique, facilité de nettoyage, aération forcée, contrôles de sécurité, isolation acoustique et éclairage adéquat,,.

#### Composants

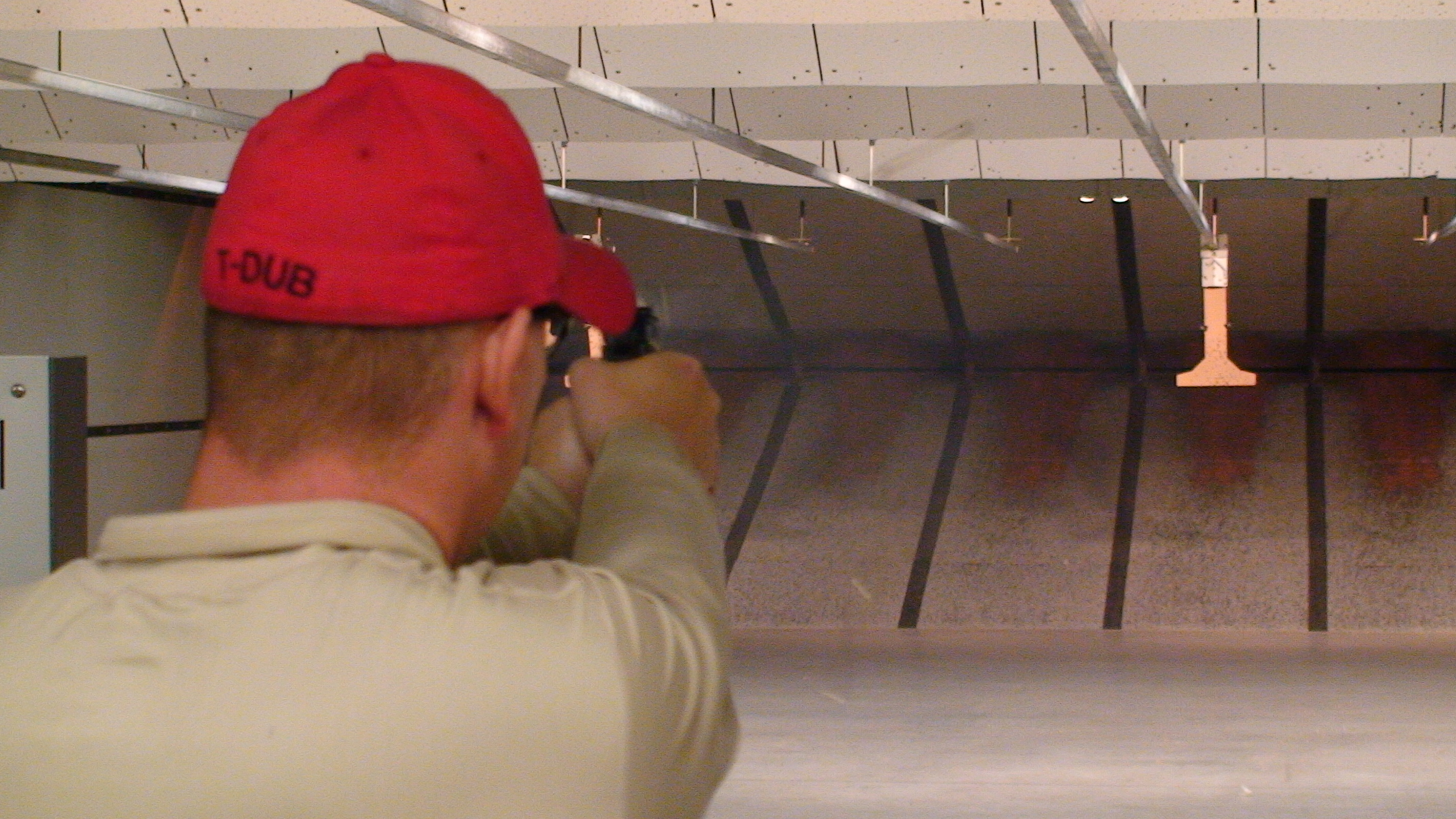
Vue d'un stand de tir intérieur. Les murs, plafonds et structures sont protégés des balles (qu'une trappe à balle recueille en fond de salle)

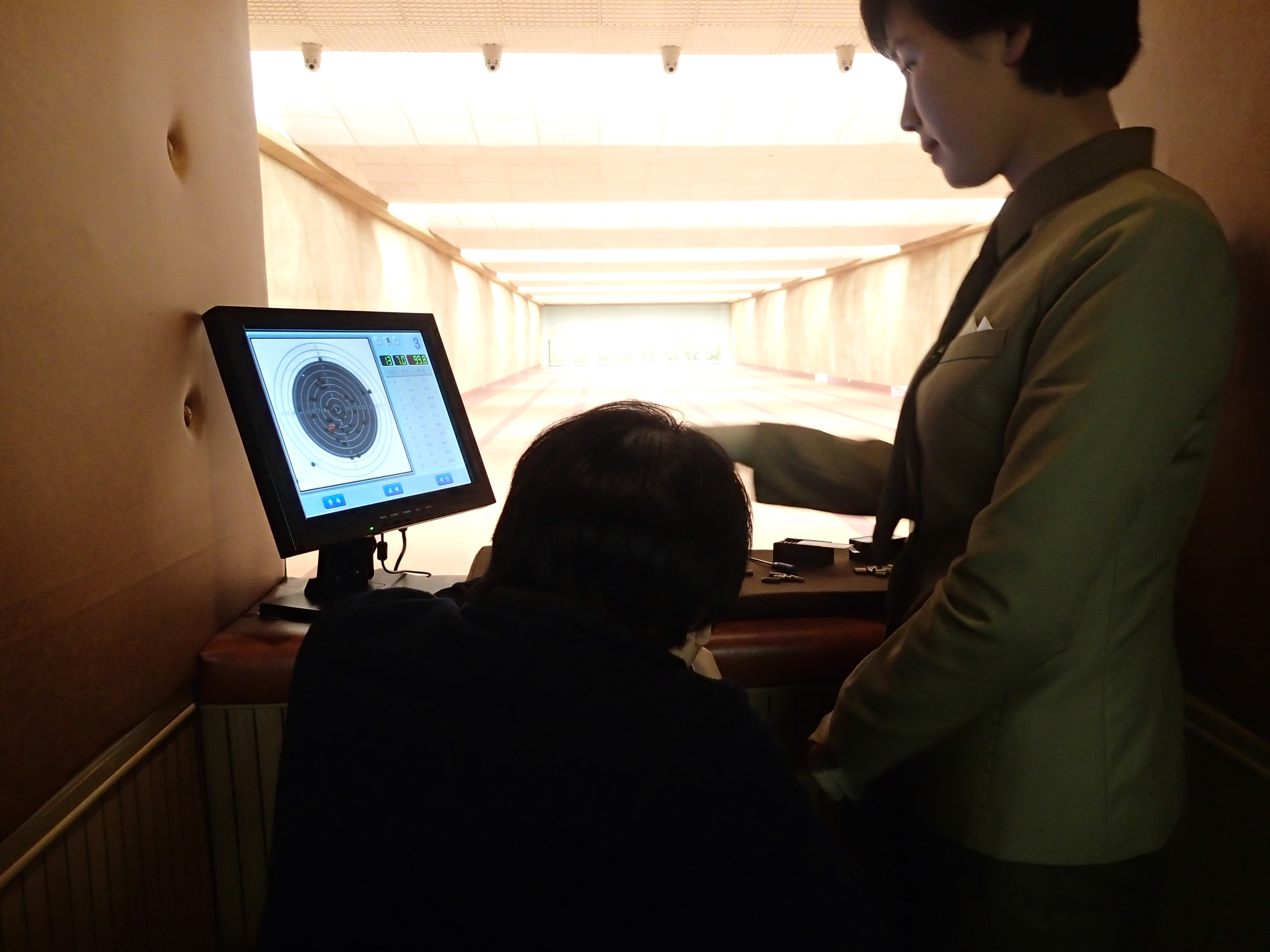
Système de visualisation de la cible et des impacts et de calcul des "points", dans une stalle de tir de Corée du Nord

Les murs sont généralement de béton (coulé et/ou préfabriqué) ou en maçonnerie. Ils doivent être impénétrables, insonorisés vis-à-vis de l'extérieur et offrir une protection balistique adéquate (contre les balles perdues et les éclats).
Le sol est fait de béton armé dense, avec une finition de surface très lisse pour faciliter le nettoyage des particules de plomb et autres métaux toxiques qui sédimentent sur le sol. Il est en légère pente, descendante vers le fond de la salle. Les eaux de nettoyages devraient être considérées comme potentiellement polluées et traitées comme telles. En fond de salle les matériaux du piège à balles sont également lisses pour permettre le meilleur nettoyage et éviter la remise en suspension de particules de plomb ou d'autres métaux dans l'air. Là un matériau absorbant peut recevoir les projectiles en absorbant leur énergie cinétique et en limitant la libération de plomb ou d'autres métaux dans l'air. Depuis peu des déchets de pneus recyclés sont parfois utilisés pour cela ; en fin de vie ce matériau (après récupération des munitions) peut théoriquement être brûlé dans certaines cimenteries équipées de filtres.
Le plafond est généralement suspendu à des solives d'acier ou à un plafond de béton précontraint ; Il est plat, lisse et pas trop haut pour faciliter son nettoyage (et empêcher l'accumulation d'un dépôt de plomb). Il est conçu pour ne pas renvoyer de balles perdues ou d'éclats vers les tireurs. Il supporte parfois des déflecteurs et des rails supportant les cibles. L'éclairage y est caché à l'abri des balles. Les déflecteurs de plafond, quand ils existent sont installés à un angle de 25 à 30 degrés et protègent l'éclairage, et d'éventuels conduits de ventilation, de câblerie et tout autre élément à protéger des balles perdues. 
Les chicanes, boucliers ou déflecteurs sont généralement en acier blindé posé sur des structures de contreplaqué résistant au feu. Les déflecteurs peuvent n'être constitué que d'acier ; ils peuvent être installés verticalement à horizontalement par exemple pour protéger des éclairages, des portes, des sources de ventilation, etc.
Une « salle de contrôle » doit idéalement fournir aux responsables qui s'y tiennent une vue dégagée sur les couloirs de tir et sur tous les tireurs. Elles sont souvent faite de béton où ont été insérées des vitres « pare-balles ».
De nombreux stands contemporains offrent aussi des espaces supplémentaires tels qu'une salle de nettoyage pour les armes, une salle de cours ou de débriefing insonorisée, des toilettes, douches, vestiaires, des bureaux, des salles de stockage, etc.,,.
Système de ventilation ; dans les stands fermé ou semi-ouverts, il est essentiel pour limiter l'exposition des tireurs (et plus encore des instructeurs) aux vapeurs de plomb et autres nanoparticules toxiques mises en suspension dans l'air par chaque tir, composées de métaux et de divers résidus et sous-produits de l'ignition et de la combustion. 

Il est constitué de systèmes d'alimentation et d'extraction d'air et des conduits associés.
L'air entrant est idéalement insufflé sous pression dans la salle, idéalement à travers un plénum mural perforé, mais de nombreux stands ne sont équipés que de diffuseurs d'air radiaux montés à la hauteur du plafond. 
On recommande généralement un débit d'air régulier le long de la ligne de tir compris entre 0,25 m/s au minimum et 0,38 m/s.
L'air vicié par les tirs est le plus souvent évacué en fond de salle, derrière le piège à balle. Certains champs de tir sont conçus pour avoir plusieurs points d'échappement passif ou d'extraction active en aval pour garantir l'écoulement de l'air vers l'aval et les vitesses désirées sur la ligne de tir, notamment quand le flux d'air est perturbé par des ouvertures/fermetures de portes d'entrées ou sortie. Un manuel recommande des vitesses d'air minimales de 12,70 à 15,24 m/s, ce qui pose des problèmes de chauffage en région ou saison froide. Les équipements et les conceptions de systèmes de ventilation sont variés. La plupart des stands sont dotés d'un ventilateur d'alimentation et d'un ventilateur d'extraction, et certains ont plusieurs ventilateurs d'alimentation ou d'évacuation. Le débit d'air requis par la portée de tir et les contraintes d'espace pour les ventilateurs devraient dicter le nombre et les types de ventilateurs. 

La plupart des champs de tir renouvellent en permanence leur air intérieur en évacuant tout l'air pollué vers l'extérieur du bâtiment ; Mais certains systèmes de ventilation sont conçus pour recycler une partie de l'air vicié ou y récupérer (par une pompe à chaleur) les calories ou frigories du système de climatisation (dans les régions à climats extrêmes). L'air d'échappement devrait toujours être soigneusement filtré et lavé avant d'être évacué à l'extérieur du bâtiment et plus encore quand il recircule vers le système d'alimentation (de nombreux filtres ne sont pas efficaces ou peu efficaces contre les nanoparticules de métaux ou de certains résidus d'explosifs).
Systèmes de sécurité : Certains visent à protéger le stand contre les vols et cambriolages (caméras, alarmes...), d'autres à protéger les pratiquants et leurs encadrants d'éclat, de balles perdue ou de l'inhalation de vapeurs de tir toxiques.  Certains sont dits passifs ; Ce sont principalement des voyants lumineux ou sonneries d'alarme, et des contrôleurs de débit d'air et/ou de filtration,,. En fin de séance, les pratiquants effectuent un « tir à sec » avec leur(s) arme(s) ; c'est une mesure de sécurité qui consiste à vérifier l'état de l'arme tout en s'assurant qu'il n'y reste plus de munitions. Par sécurité ce geste est pratiqué le canon de l'arme engagé dans une boite allongées dites « pièges de nettoyage », en acier, à blindage à double paroi et remplie d'un matériau de type caoutchouc composite devant retenir la balle et absorber l'énergie d'un coup de feu tiré par inadvertance. Différents « pièges », plus ou moins longs sont adaptés aux armes de poing ou aux fusils.
« Cabines ou stalles de tir » ; elles équipent certains stands de tir, fournissant aux tireurs (debout ou allongés) une zone de tir clairement délimitées. Elles réduisent les risques de tirs ratés ou de cartouches éjectées vers d'autres tireurs. Les cloisons ou de panneaux de ces cabines peuvent être traitées acoustiquement pour réduire le niveau sonore de la zone de tir. Parfois elles sont en verre blindé, ce qui permet à l'instructeur d'observer le comportement des tireurs. Elles peuvent être équipées de moyens de communication et/ou d'exploitation de cibles (commandes d'éclairage de cible ou de cabine, visualisation à distance) ainsi que d'étagères pour les armes et leurs munitions. En cas de mauvaise ventilation, le tireur y risque plus d'inhaler des vapeurs et fumées de tir toxiques. 
La ligne de tir ; elle est souvent marquée en rouge ou orange. Elle longe le bord inférieur des cabines de tir. Certains stands de tir sont équipés de détecteurs de mouvement déclenchant une alarme si un tireur dépasse cette ligne. 
Le tir est parfois pratiqué derrière une barrière. 
Les cibles ; elles sont accrochées à un système porteur de cible, associé à un système de contrôle permettant en toute sécurité de transporter la cible et son support de la ligne de tir à la ligne de cible et éventuellement de bas en haut. Le système peut être contrôlé par l'instructeur à partir de la cabine de contrôle, ou dans certains stands ils sont commandés à partir des cabines de tir,,.

### Stand de tir ouvert (« extérieur »)

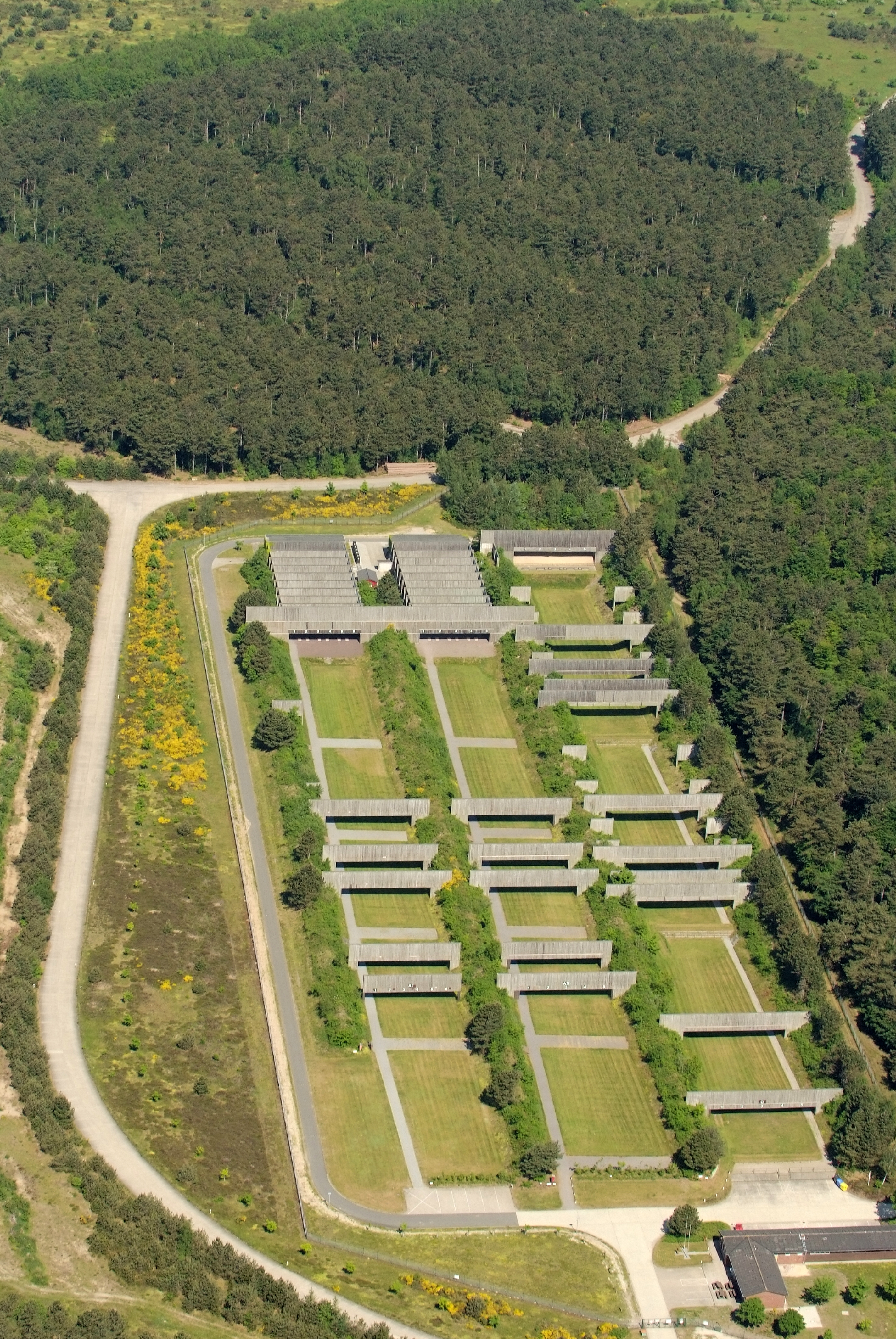
Vue aérienne d'un stand de tir extérieur à Cuxhaven-Altenbruch en lisière de forêt (Allemagne)

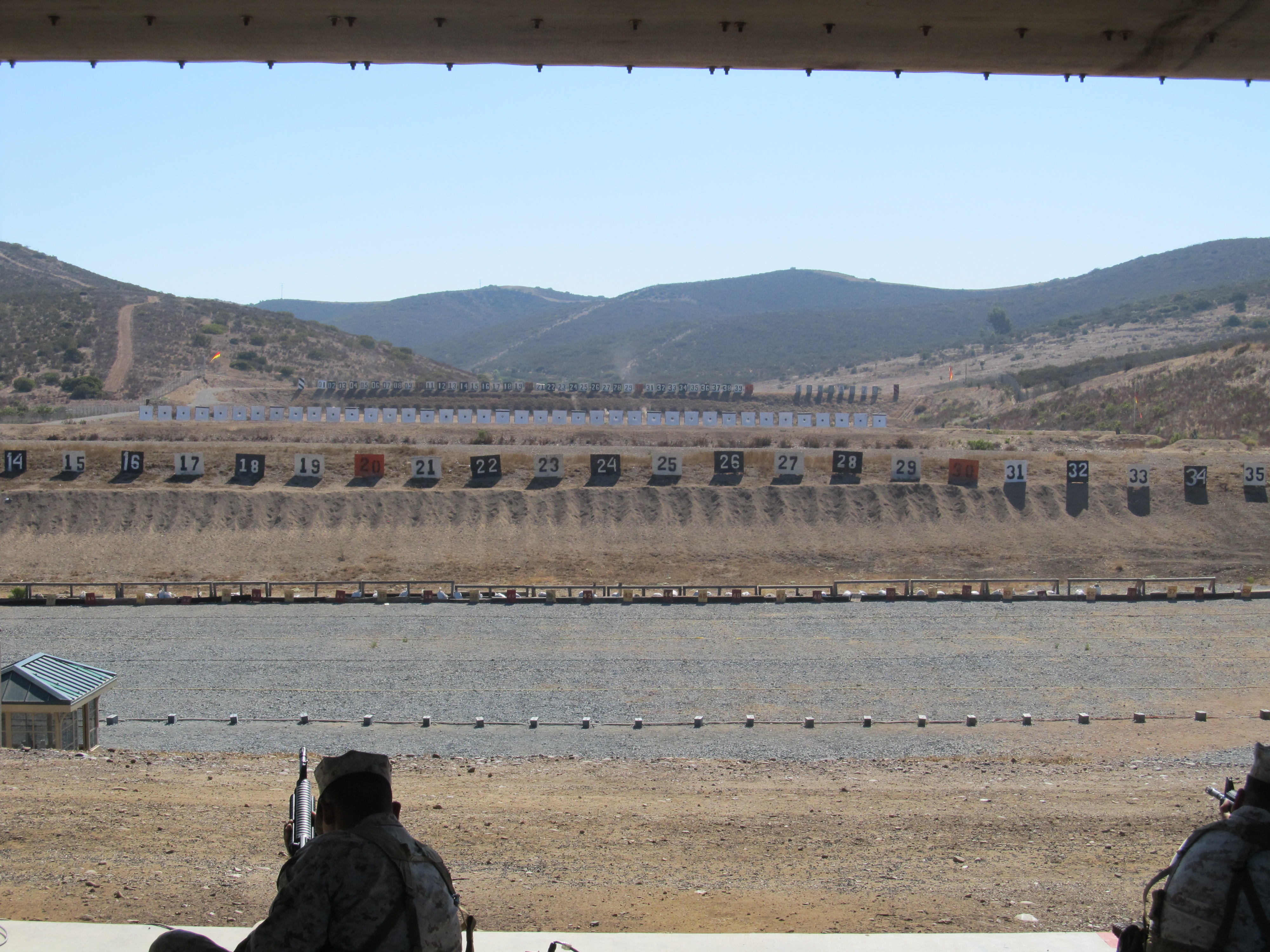
Champ de tir extérieur

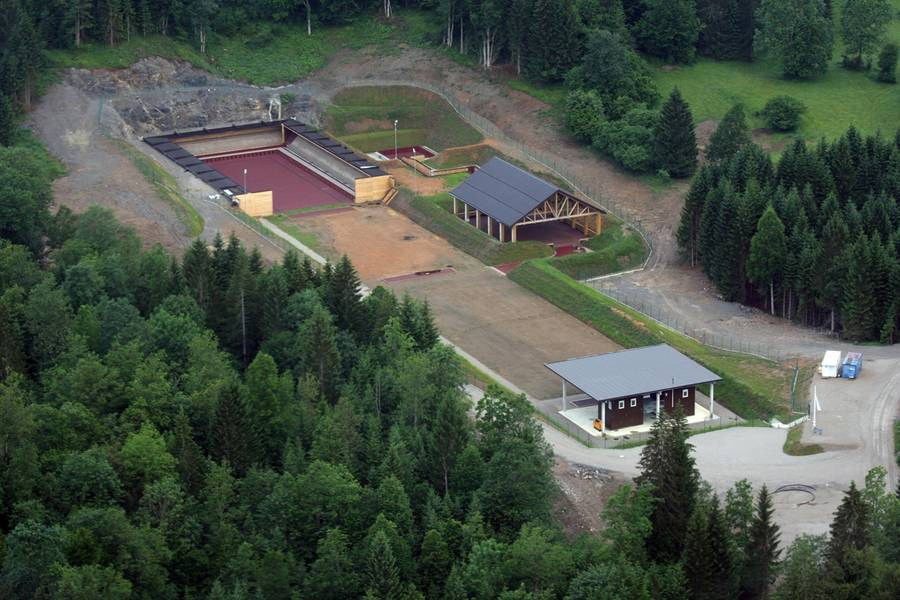
Champ de tir extérieur de l'armée slovène (à Škrilj)

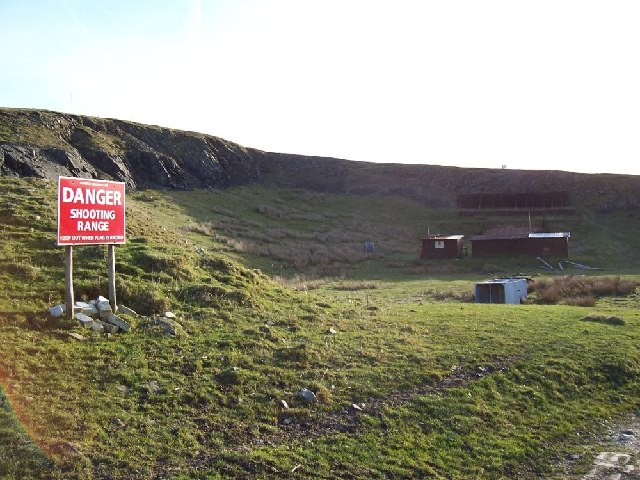
Stand de tir (anglais) moyennement sécurisé vis-à-vis de promeneurs ou de l'environnement (panneau et drapeau, qui n'est pas hissé au moment de la photo)

Les champs de tir en plein air sont utilisés pour le ball-trap ou pour les tirs sur des cibles situées à longue distance (jusqu'à …m[Combien ?]), permettant aussi aux tireurs d'expérimenter les effets du vent ou de la pluie. Ils sont conçus pour que les balles tirées et ratant leurs cibles soient stoppées par une butte ou un élément naturel situé derrière ces cibles. La plupart de ces champs de tir limitent la taille maximale du calibre et/ou l'énergie du projectile selon sa longueur et les risques que des balles perdues puissent s'échapper de la zone. Parfois des installations distinctes sont consacrées à l'utilisation d'armes à feu plus puissantes (calibre 50 par exemple).
Ils peuvent être partiellement fermés et avoir alors présenter des points communs avec les stands de tir couverts, par exemple des « barrack range » typiques des forces armées britanniques comprend une zone couverte avec des murs à 360°. Ces derniers sont plutôt intégré dans des casernes que dans les zones les plus reculées communes aux aires de plein air, et peuvent aussi poser des problèmes de santé pour les pratiquants et de séquelles environnementales. Plusieurs études sur les champs de tir extérieurs ont montré qu'en particulier l'exposition au plomb et au bruit peut être significative et causer des problèmes de santé, notamment chez les personnes affectées à leur entretien et aux instructeurs qui y passent plus de temps. Leur dépollution peut être coûteuse. 
Le vent qui peut balayer les champs de tir extérieurs disperse une partie des fumées de tir et polluants générés par les impacts (polluants qui pour partie ne sont cependant pas dégradables). Parfois des déflecteurs balistiques, des murs ou d'autres structures construites sur les côtés peuvent causer des micro-turbulences et une stagnation de l'air qui augmentent l'exposition au plomb, à d'autres polluants contenus dans les fumées de tir) et au bruit. Des buttes de terres peuvent absorber une partie des ondes sonores et atténuer la transmission du son, des matériaux absorbants et de la végétation naturelle peuvent réduire les émissions sonores. Des ventilateurs situés derrière les tireurs et pointant vers le bas peuvent entretenir un mouvement d'air pour éloigner les fumées de tir des tireurs, ce qui réduit l'exposition au plomb.
Cas des carabines et pistolets à air comprimé
Des stands de tir dédiés aux carabines à air sont adaptés à une distance de tir généralement de 10 à 25 m, ou parfois des cibles métalliques réinitialisables sont dispersées dans un environnement naturel à différentes distances et élévations, avec un piège à diabolos derrière la cible. Ici le saturnisme est le principal risque.
Carabine de petit calibre
Le calibre 22 Long Rifle, typiquement est pratiqué, par exemple en vue d'un événement olympique, à 50 mètres mais la distance de tir peut être étendue à 200 m. Ces stands de tir sont dits « the thousand inch inch » dans le jargon américain. Souvent appelé aux États-Unis « Stand de tir au fusil miniature », ils ont autrefois figuré parmi les lieux d'entraînement pour la formation militaire initiale au tir, utilisant des munitions moins coûteuses et donnant moins de recul.
Fusil à canon intégral
Ces fusils à percussion centrale de plus gros calibre sont utilisés au moins à 100 m (hormis pour les réglages de tir ou de lunettes de visée). Les champs de tir militaires dédiés sont alors très longs. Certains sites accueillent aussi des chasseurs de grand gibier ou des pratiquants de compétition de tir à 300 m Standard Rifle, sur silhouette métallique ou benchrest shooting.
Fusil à pompe
Fusil de chasse
Ils sont utilisés pour le tir aux pigeons d'argile qui requiert des appareils de lancer de cibles.

## Législation et principales règles et bonnes pratiques à observer dans l'enceinte d'un stand de tir

### Législation française
En France, l’utilisation des armes soumises à autorisation n’est possible que dans les stands de tir déclarés.
La manipulation des armes est strictement interdite dans les dépendances d'un club. Elle ne doit être effectuée qu’au pas de tir, le canon de l’arme toujours dirigé vers la butte de tir. Le tireur doit toujours être sûr de sa cible et conscient de l'environnement de celle-ci ; l'index est sur la détente après que la cible soit en visée

Il nettoie son arme sur la table prévue à cet effet, face au mur.

Il ne dirige jamais son arme vers autre chose qu'une cible d'entrainement et a fortiori vers une tierce personne, même si l'arme est vide de cartouches (par sécurité, toute arme est dans ce contexte considérées comme potentiellement chargée)

Les armes enfermées dans leur mallette de transport doivent être dés-alimentée de leurs munitions et munies d'un dispositif de sureté empêchant l'utilisation de l'arme dans l'immédiateté.
Tout détenteur d’arme(s), à titre sportif doit être en mesure de présenter son autorisation de détention, en cours de validité, ainsi que la licence de la fédération Française de Tir de la saison sportive en cours, visée par un médecin, lors de sa pratique, comme lors du transport de son arme de son domicile au club de tir et vice versa.

Par ailleurs le transport des armes obéit à des règles de sécurité strictes : l'arme ne doit pas être chargée, elle doit être neutralisée soit par un verrou de pontet ou partiellement démontée, les munitions ne doivent pas se trouver dans le même contenant (mallette, sac de sport…) que l'arme.

## Sécurité, pollution et santé

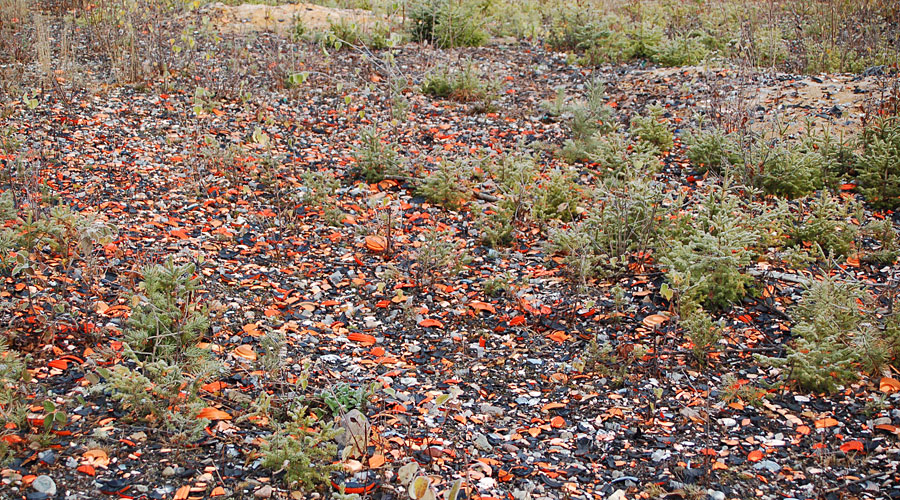
Débris de plateaux d'argile et restes de munitions, sources de relarguage de plomb, arsenic et antimoine

### Discipline (observée par les responsables et animateurs du stand)
Le responsable du stand de tir est habilité à contrôler :
- le respect des règles de sécurité et le respect du code du travail (ex. : en France  décret no 2008-244 du 7 mars 2008) ;
- le respect du règlement intérieur du stand et donc le cas échéant les autorisations de détention d’arme(s), le carnet de tir, le port du badge, le port du casque anti-bruit et des lunettes de protection en fonction des armes utilisées.

### Risques sanitaires
Principalement en raison de la toxicité des munitions, de l'échauffement du canon et de la munition au moment du tir et des amorces qui libèrent des molécules ou nanoparticules toxiques, écotoxiques et non biodégradables (autrefois de mercure et de fulminate de mercure et aujourd'hui d'autres métaux lourds tels que le baryum, le cuivre, l'arsenic et l'antimoine (utilisés comme durcisseur des balles ou grenailles de plomb)…), ou encore en raison de l'émission d'autres produits de dégradation thermique, la pratique du tir est un problème de santé publique.

Les risques sont principalement :
- le risque de blessure (par recul d'arme ou impulsions sonores[16], rebond ou ricochet de balles ou tir accidentel vers un autre tireur), il est facilement réduit par le respect des mesures de sécurité et une conception adéquate du stand de tir ;

- le risque de dégradation de l'ouïe ; le port du casque, une bonne configuration du stand de tir[17],[18],[19] combinée à l'utilisation de matériaux absorbant le bruit diminuent ce risque[20]. Les nuisances sonores peuvent aussi concerner les riverains. Une évaluation sonore peut être calculée à partir de mesures d'immission de bruit dans le voisinage (par sonomètre en général, sans la caractéristique « Impulse »[21]). À l'occasion d'une étude publiée en 2011, 10 % d'un groupe de 1 315 militaires français interrogés déclaraient « avoir déjà été victime d’un traumatisme sonore aigu et un sur trois avoir déjà présenté des acouphènes aigus après un tir malgré le port des protections auditives. Ces antécédents de TSA de même que les acouphènes occasionnels après tir étaient corrélés aux difficultés de mise en place des protections auditives qui étaient retrouvées chez plus de 10 % des militaires[22]. C'est pourquoi des protections « moulées sur mesure », adaptées au conduit auditif pourraient être envisagées pour diminuer l’incidence des traumatismes sonores aigus »[22] (99,5 % de ces militaires ont dit porter des protections auditives en stand de tir, mais 8,9 % disent ne pas en porter en situation opérationnelle)[22] ;

- l'exposition au plomb, à l'arsenic, à l'antimoine et à d'autres métaux toxiques[23] et plus généralement le risque d'intoxication par des métaux lourds et métalloïdes toxiques. 
Des études récentes (par exemple : de Fayiga & Saha, en 2016) montrent ou confirment que « la pollution du sol par un champ de tir peut entraîner des effets néfastes sur la santé humaine »[1], ainsi que la pollution de l'air par les fumées de tir, notamment vis-à-vis des enfants[24] (tout particulièrement avant l'âge de 2 ans)[25]. L'eau interstitielle du sol est également contaminée : ainsi dans un petit stand de tir (ouvert) norvégien, dans cette eau le taux d'antimoine (Sb) dissous [essentiellement présent sous forme Sb(V)] a varié durant quatre ans d'étude de 19 à 349 μg L-1 (selon les lieux et moments) alors que le taux de plomb variait lui de 7 à 1495 μg Pb L-1), montrant que ce sol est une source Sb et Pb à long terme pour l'environnement adjacent. 
En outre il a été montré que « la biodisponibilité du Pb dans les sols des champs de tir est plus élevée que dans les autres sols contaminés par des métaux »[1] et que « la migration de Pb a été rapportée dans les champs de tir »[1]. Ces risques sont plus évidents dans les stands ouverts pour ce qui concernent les sols pollués, mais les extracteurs d'air peuvent évacuer des polluants susceptibles d'être reconcentrés dans le sol sous le vent du bâtiment. Les stands fermés[26] posent principalement des problèmes de qualité de l'air intérieur tout particulièrement pour les instructeurs[27], mais existe aussi dans les stands découverts[28]. C'est le risque plus difficile à traiter, principalement via une bonne aération et un flux d'air propre arrivant idéalement du dos du tireur vers la cible et des outils de nettoyages adaptés. Du plomb est aussi émis dans l'air quand une balle de plomb s'écrase sur un matériau dur (au point d'impact) ainsi qu'à partir de la combustion « fulminante » et explosive de l'azoture de plomb (qui est l'explosif primaire de la cartouche) et parfois du frottement de la balle avec le canon[29]. Un risque significatif à certain de saturnisme existe pour les pratiquants réguliers notamment en raison de l'exposition à l'azoture de plomb qui remplace progressivement le fulminate de mercure des amorces de balles[30],[31], mais aussi pour les moniteurs de tir et les salariés du site ou de sociétés de nettoyage et de maintenance des installations[32]. « Des mesures de concentration en plomb dans l'air de stands de tir, réalisées par de nombreuses équipes ont montré que la Valeur Maximale d'Exposition (VME) (100 microgrammes par mètre cube) avait pu être dépassée dans des proportions importantes »[32] (« concentration médiane de 0,099 mg/m3 et 49,23 % des résultats supérieurs à la VLEP/8 h »[32]. 
Ces personnes bénéficient parfois  de mesures de prévention (qui sont notamment « l'information et la formation du personnel, l’évaluation des risques, l’organisation du travail, les mesures d’hygiène et le suivi médical »)[33],[32]. Une évaluation audiométrique régulière et une mesure régulière de la plombémie et recommandée aux États-Unis pour ces personnels[30]. Il est aussi recommandé de changer de vêtement avant et après la séance de tir (le stand de tir devrait comporter un vestiaire isolé et bien aéré et nettoyé)[30],[32]. 
Un risque indirect peut aussi exister localement, par exemple pour les consommateurs de champignons ou de gibier (via le saturnisme animal, aviaire notamment) provenant de zones proches du stand de tir, de même pour les enfants qui peuvent facilement porter à la bouche des doigts contaminés par des résidus de plomb, de la terre contaminée ou encore de petites munitions telles que des diabolos ou grenailles[34]. Lors de la construction de nouveaux stand de tir, il est recommandé par l'INRS en France d'inclure dans le cahier des charges des préconisations sur « l'implantation des locaux, les caractéristiques des matériaux à utiliser et les spécifications du système de ventilation et d’épuration de l’air »[32],[35], puis concernant les modalités de maintenance et nettoyage. Une alerte au risque toxique et pour l'audition et des recommandations similaires ont été faites aux États-Unis en 2009 à l'attention des gestionnaires et responsables de stand de tir par les CDC et le NIOSH[30]. Le NIOSH recommande la pose et un bon entretien de filtres à air adéquats[36]. Le NIOSH recommande aussi de substituer au munitions classiques des « munitions vertes » moins toxiques, en particulier les munitions ne contenant pas de plomb permettent de faire chuter de 80 % la teneur de l'air en métaux lourds dans le stand de tir[37]. Pour éviter l'intoxication saturnine et par d'autres métaux, le NIOSH recommande en 2009 l'interdiction de manger, boire et fumer dans les stands de tir, et après avoir tiré, il faudrait toujours bien se laver les mains et la figure (tour de la bouche notamment) avant de manger ou boire, fumer ou avoir des contacts avec le visage de quelqu'un d'autre en raison des molécules de plomb et d'autres métaux toxiques qui ont pu s'y déposer. Il est également recommandé aux femmes enceintes ou préparant une grossesse de ne pas fréquenter les stands de tir car le plomb est hautement toxique pour l'embryon et le fœtus et il n'est pas filtré par le placenta. De plus, le bruit pourrait aussi endommager le système auditif fœtal[38],[39]. Certaines procédures sont recommandées pour le nettoyage de surfaces contaminées par le plomb[40]. En France en 2003, les travailleurs de stands de tir faisaient partie d'un groupe d'environ 130 000 salariés considérés comme encore exposés au plomb et au saturnisme[15]. 
Les analyses de sol par fluorescence X sont aujourd'hui peu couteuses et permettent une cartographie in situ de la pollution de surface (pour les métaux et métalloïdes)[41]. Si des sondages sont faits une elle peut contribuer à une cartographie 3D des zones les plus polluées.

#### Pollution conjointe par HAP
Les armes sont graissées, huilées ou nettoyées au moyen de solvants qui peuvent être retrouvés dans les vapeurs et fumées de tir. Une étude récente (2016) conduite en Espagne (sur 5 stands de tir extérieurs, aux sols peu acides, tous situés en Galice), s'est aussi intéressée aux teneurs en hydrocarbures aromatiques polycycliques (HAP) du sol. Avec des teneurs comprises entre 38 et 360 mg/kg, celles-ci se sont avérées dépasser les seuils de pollution admissibles selon les normes (ou les seuils en vigueur pour des terrains urbains et sportifs en Galice avec, pour le plomb : 160 à 720 mg/kg de sol). Le ver de terre utilisé comme bioindicateur : Eisenia andrei y bioaccumulait ces deux toxiques avec des teneurs parfois très élevées, atteignant 104 000 μg de Pb par kg de matière sèche et jusqu'à 645 μg/kg de matière fraiche pour les HAP. Cette contamination causait une diminution de biomasse de la population de vers de terre, et une diminution du nombre de juvéniles survivants, alors que 3 autres micro-organismes testés Vibrio fischeri, Raphidocelis subcapitata et Daphnia magna exposés aux eaux de percolation du sol présentaient une réponse plus légère à la toxicité du sol, montrant que ces sols ont dans ce cas conservé leur capacité à retenir ces deux contaminants « probablement en raison de la teneur élevée du sol en matière organique et à des valeurs hautes de pH ; faiblement acides », mais que leur fonction d'habitat d'espèce a été affectée. Cette étude confirme aussi que les polluants en solution du sol ne sont pas dans ce contexte pour le lombric la seule ni la principale voie d'exposition aux contaminants. Selon A. Rodríguez-Seijo de l'Université de Vigo et son équipe « l'intégration des données chimiques et écotoxicologiques donne lieu à des valeurs de risque élevé, limitant l'utilisation de ces zones et mettant en évidence des risques pour les écosystèmes environnants en raison de possibles transferts trophiques ». Selon les auteurs, pour de tels niveaux de pollution, une évaluation des risques est requise par la législation. Elle doit être basée sur les données physicochimiques réelles et sur les données écotoxicologiques, et les informations « pourrait être une bonne approche pour communiquer avec les responsables et/ou parties prenantes impliqués dans la gestion des sites contaminés ». L'absorption directe par ingestion (de grenaille, fragments de munition ou de sols pollués par ces munitions ou les fumées de tir) semble être la principale voie de toxicité pour les organismes terrestres, vers de terre notamment.

#### Facteurs aggravants

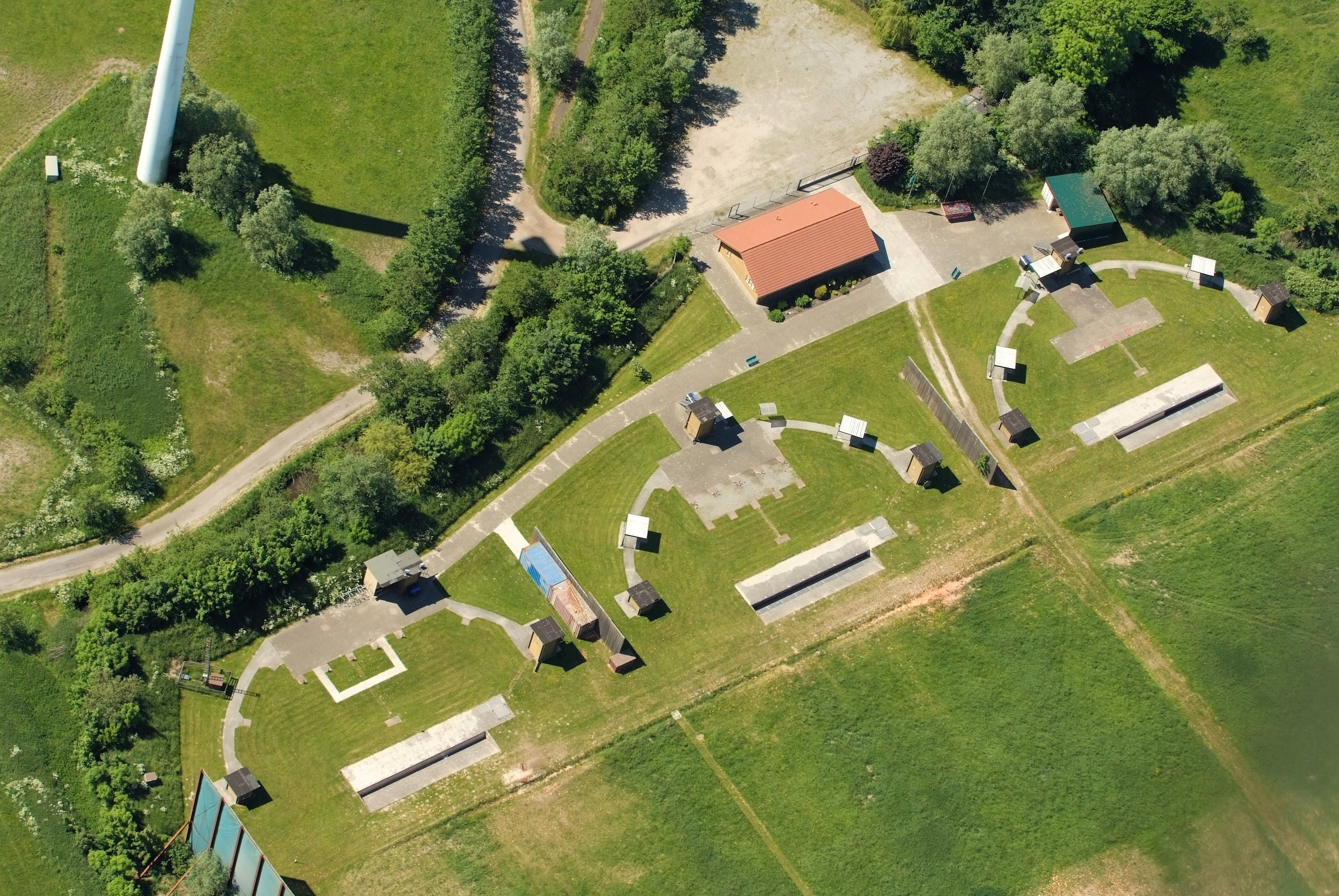
Triple stand de tir aux plateaux d'argile

- Présence de matériaux naturellement acides ou contenant des acidifiants dans le champ de tir. Une étude récente a montré que l'utilisation de pièges à balles ou de plateaux (pigeons d'argiles) dits biodégradables pouvait fortement aggraver la contamination du sol et de l'environnent par le plomb (et probablement d'autres métaux). Les auteurs ont analysé le matériau constituant de cibles vendues comme biodégradables ainsi que la teneur en plomb du sol d'un ancien champ de tir sportif sur plateau d'argile. Ces cibles comprenaient environ 53 % de CaCO3 mais aussi 41 % de S0 et 6 % d'additifs. Sur une base molaire, il y avait 2,3 fois plus de S0 (acidifiant) que de CaCO3. Une partie du S0 était oxydée en H2SO4 avec un pH montrant une acidification que la présence insuffisante de CaCO3, ne permettait pas de « tamponner ». Le taux de végétalisation du sol diminuait avec la baisse du pH, cette baisse aggravant fortement la toxicité et biodisponibilité du plomb. Un apport de chaux permet de diminuer la mobilité du plomb, mais là où le pH est inférieur à 3, il faudrait 24 tonnes de chaux par 1 000 tonnes de sol pour le remonter à 6,5 ; et le bénéfice ne serait que provisoire car le S0 encore présent continuera à s'oxyder en H2SO4 jusqu'à ce qu'il soit entièrement oxydé[43].

#### Dépollution et prévention de la pollution des sols
« La contamination par le plomb (Pb) dans les champs de tir est un problème de santé publique » et de plus en plus grave, car plus un site est utilisé longtemps et par un grand nombre de tireurs ou avec un grand nombre de tirs (pour le ball-trap notamment) plus il se contamine et plus il contamine son environnement. 

La plupart des évaluations récentes de pollution faites sur de nombreux stands de tir extérieurs ont conclu en 2016 à une pollution « élevée à inacceptable. » (au vu des normes de pollution et critères OMS/OIE ou nationaux pour la santé humaine ou animale) ;
La mesure la plus efficace est de ne plus utiliser les munitions au plomb dans le stand de tir, au profit de munitions non-toxiques (il et aussi possible d'utiliser des fléchettes pour les armes à air comprimé, mais à plus courte distance). Ceci permet une très forte diminution de la pollution par le plomb (qui reste parfois néanmoins encore présent dans les amorces).  Sur les sites déjà pollués, on peut chercher à exporter la pollution, ou (solution d'attente) à limiter à la fois la biodisponibilité et la lixiviation du plomb et d'autres métaux toxiques :
- si le sol n'est pas très acide ni drainant, et qu'il n'a pas été remué par des engins ; après plusieurs décennies la pollution par le plomb est généralement encore principalement confinée dans les 30 premiers cm du sol, ce qui permet de dépolluer un site par décapage et mise en décharge de classe 1 de la couche de terre polluée[41], opération qui demande des moyens adaptés (poussières à éviter, et volumes à ne pas sous-estimer ; ainsi pour un ancien stand de tir étudié dans le sud-ouest du Wisconsin Plus de 31 000 m3 de sédiments dépassaient le seuil légal de contamination par le plomb de l'EPA (qui est de 400 mg de plomb par kg de sol) avec jusqu'à 26 700 mg/kg près du centre de la zone de retombée prévue des munitions[41]. En suisse, le sol d'un stand de tir ouvert militaire contenait jusqu'à 2 000 mg de plomb par kg de sol[45] ;

- il est possible de traiter les sols "naturels" recevant (ou ayant reçu) des balles, grenailles, diabolos ou retombées de fumées de tir par des minéraux, phosphates[46] et du calcium, ce qui réduit au moins provisoirement la circulation et lixiviation du plomb et d'autres métaux (antimoine, arsenic), mais le sol peut rester vulnérable à l'érosion, à sa dégradation, aux  envols de poussières polluante[44] ;

- il est aussi possible de végétaliser ce sol, mais au-delà d'une concentration critique de plomb et arsenic, les plantes meurent (hormis quelques espèces plus résistantes dites métallophytes). De plus d'autres risque et des effets paradoxaux apparaissent : la végétalisation réduit effectivement le lessivage du plomb des terrains de tir extérieurs  (surtout si le sol n'est pas acide)[44]. Elle réduit aussi la sensibilité du sol à l'érosion et aux envols de poussières, mais avec deux effets négatifs possibles : 
  - l'herbe (et la bioturbation par les lombrics) vont « remonter en surface » le plomb et l'arsenic qui étaient descendu dans le sol et qui y était éventuellement provisoirement fixés (si le sol est calcaire[44]. Alors contaminée l'herbe (tontes et foins y compris) ne devrait pas être disponibles pour des animaux herbivores, omnivores ou détritivores domestiques ou sauvages, y compris le système racinaire qui contient encore plus de plomb que la feuille. En effet, du Chiendent a été expérimentalement planté dans le sols de champs de tir. Ce sol était tamisé (en ne retenant que les grains de moins de 2 mm), ou non-tamisé (c'est-à-dire contenant des balles ou fragments de plomb de plus de 2 mm) ; les analyses ont montré qu'en seulement 8 semaines les racines du chiendent avaient accumulé de 1 893 à 5 021 mg de Pb/kg, contre « seulement » 252 à 880 mg par kg de feuilles (dose déjà largement suffisante pour induire un saturnisme animal[44] ;
  - paradoxalement et contre-intuitivement, l'élimination des balles et fragments de plus de 2 mm de plomb du sol présente l'avantage de drastiquement réduire le « plomb total » du sol (ce qui est bénéfique à très long terme), mais avec plusieurs effets collatéraux négatifs[44] : 
1. Le carbone organique dissous (COD) réaugmente (dans sols, végétalisés ou non) ; 
2. Le Pb devient alors nettement plus biodisponible et plus lessivable/lixiviable, surtout dans les sols non végétalisés (testés par la méthode Mehlich-3) ; 
3. Si le sol n'est pas déjà trop pollué, la vie microscopique y est alors moins inhibée, ce qui permet aux micro-organismes (bactéries, micro champignons, nématodes, etc.) de (re)mobiliser les nanoparticules ou molécules de plomb et de les transférer aux vers de terre et à la rhizosphère des plantes, c'est-à-dire vers l'écosystème[44]. En résumé : éliminer des balles peut aggraver la lixiviation et si les graminées diminuent cette lixiviation, elles peuvent rendre le Pb plus soluble dans l'eau et en accumuler (jusqu'à plus d'un demi-gramme de plomb par kg de racines et plus de 800 mg kg-1 dans la feuille). La biodisponibilité du Pb dans les sols de champs de tir (ou les environnant) dépend donc fortement de leur activité biologique, de leur pH et de diverses réactions biochimiques du sol[44].

## Galerie d'images complémentaires

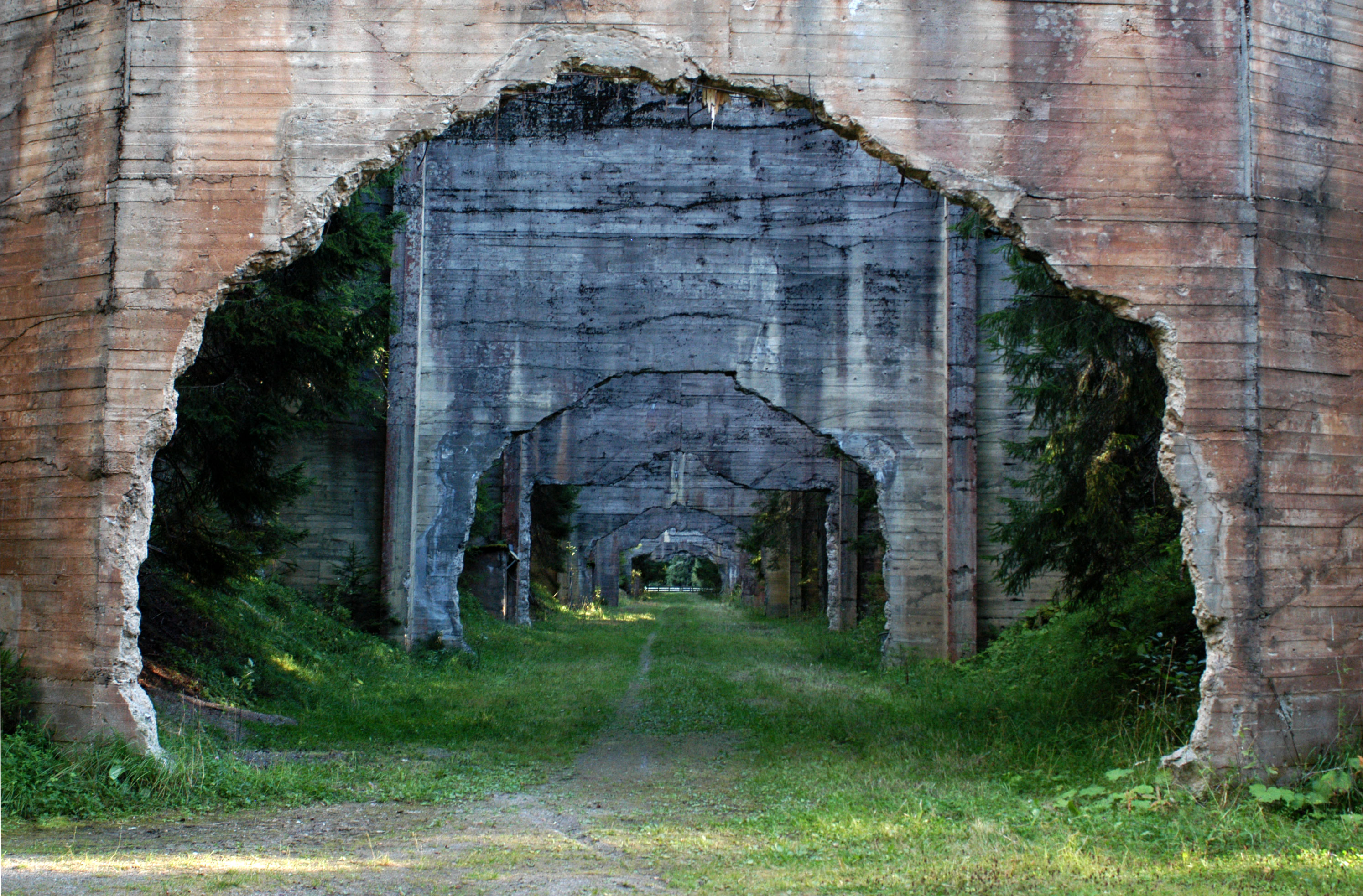
Sites d'essais pour chars d'assaut (Seconde Guerre mondiale, Norvège)
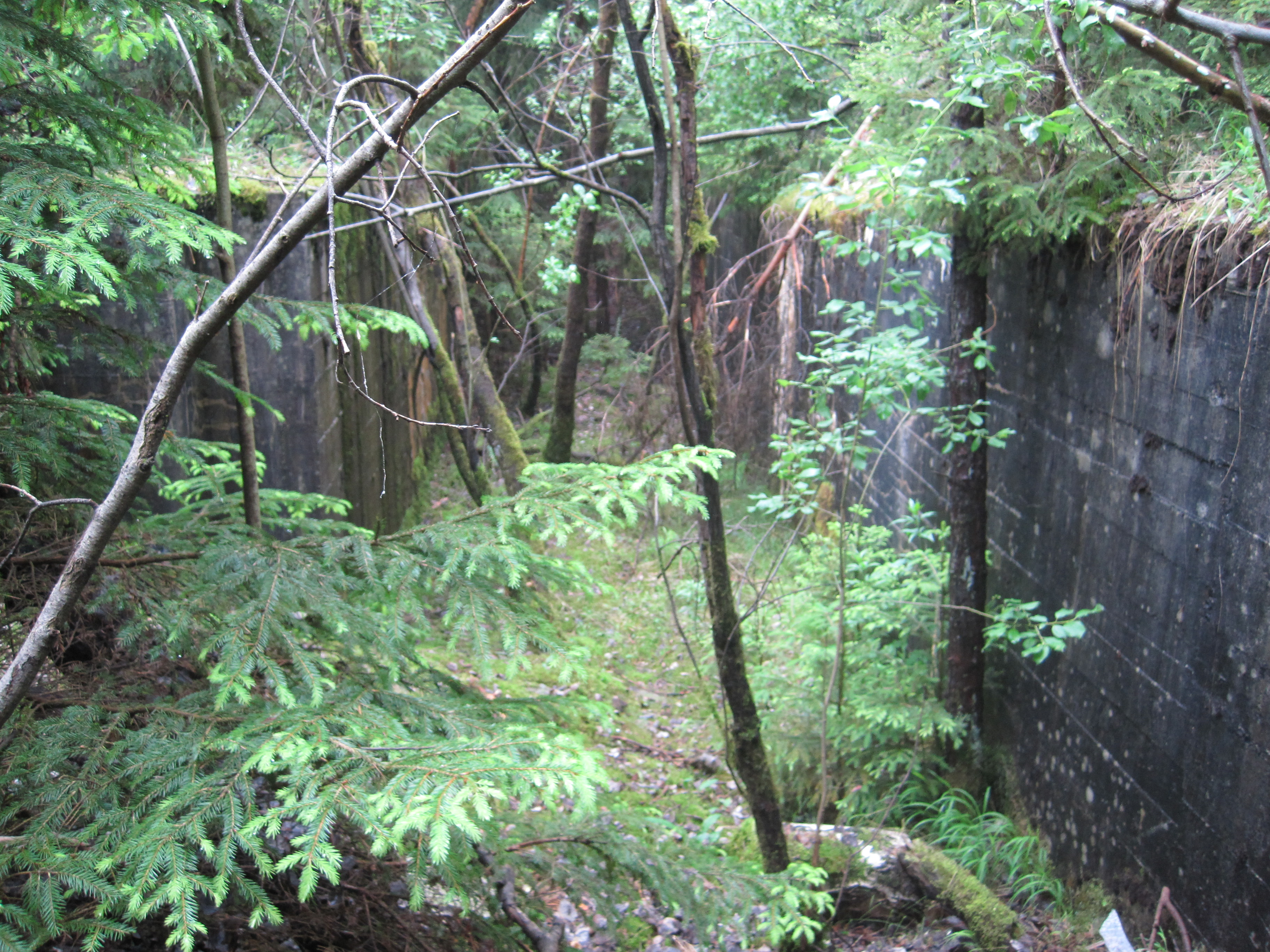
Ancien site d'essai d'armes d'avions